# Lily Blatherwick
Lily Blatherwick (1854–26 de noviembre de 1934) fue una pintora británica.

## Biografía
Blatherwick nació en el municipio de Richmond upon Thames, en el suroeste de Londres, y expuso sus obras a partir de 1877 en la Real Academia de Arte. Su padre, Charles Blatherwick, era médico y además un acuarelista aficionado que había participado en la creación de la Royal Scottish Society of Painters in Watercolour.
En 1896, Blatherwick se casó con el artista Archibald Standish Hartrick, hijo de la segunda esposa de su padre. La pareja vivió en Tresham, Gloustershire, durante diez años. Allí redecoraron la pequeña iglesia del pueblo, mientras seguían sus respectivas carreras artísticas. Ambos expusieron sus obras en la Continental Gallery en 1901. El cuadro Wintry Weather de Blatherwick fue incluido en el libro Women Painters of the World de 1905, el cual fue editado por Walter Shaw Sparrow.
Falleció en Londres, pero fue sepultada en el cementerio de la iglesia de Tresham en 1934.

## Exposiciones

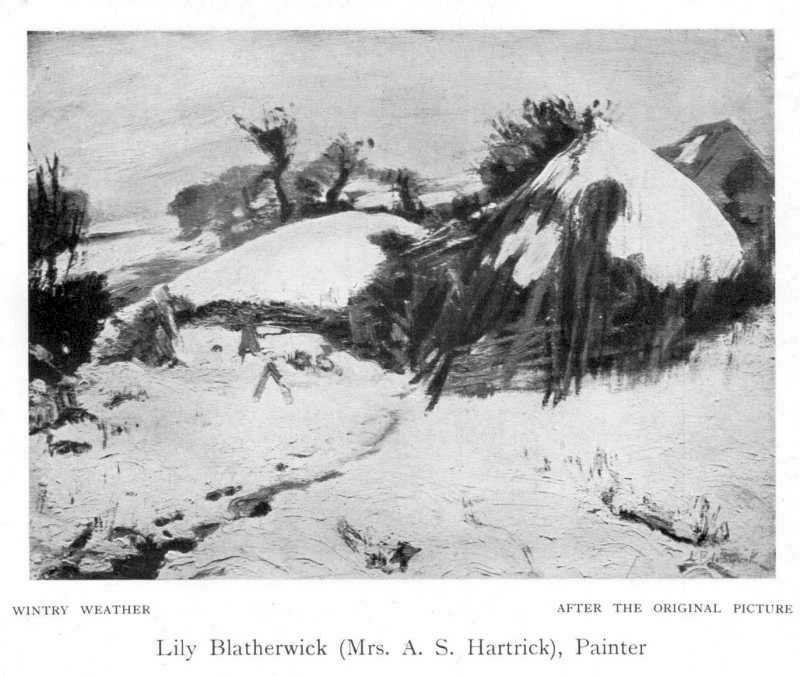
Wintry Weather

Blatherwick contribuyó con pinturas a varias exposiciones, incluyendo dos cuadros florales en una exposición del Royal Glasgow Institute of the Fine Arts en mayo de 1900, la pintura The House With the Green Shutters en una exposición del Royal Glasgow Institute of the Fine Arts en 1903, y un cuadro de "narcisos en un jarrón azul" en Burlington House con la Real Academia de Arte en 1904.